# Ancylolomia palpella
Ancylolomia palpella là một loài bướm đêm trong họ Crambidae.